# William Heneage Ogilvie
William Heneage Ogilvie (ur. 14 lipca 1887 w Valparaíso w Chile, zm. 15 kwietnia 1971) – brytyjski lekarz wojskowy, chirurg i ortopeda.

## Wczesne lata życia
William Ogilvie przyszedł na świat w rodzinie brytyjskiego inżyniera z Dundee, który z przyczyn zawodowych mieszkał w Chile.

## Wykształcenie
Ukończył Clifton College w Clifton, a następnie ukończył z wyróżnieniem studia w dziedzinie fizjologii w New College na Uniwersytecie Oksfordzkim. Staż lekarski odbył w Guy's Hospital uzyskując w roku 1920 dyplom lekarza.

## Kariera zawodowa
Przez większość życia zawodowego związany z londyńskim Guy's Hospital. 
Jako lekarz wojskowy służył w trzech konfliktach zbrojnych: wojnach bałkańskich, I wojnie światowej i II wojnie światowej. W wojsku dosłużył się stopnia generała dywizji (ang. Major General).

## Osiągnięcia zawodowe i naukowe
Ogilvie miał opinię bardzo sprawnego technicznie operatora. W polu jego zainteresowań leżały przede wszystkim chirurgia przewodu pokarmowego i ortopedia. Służąc podczas II wojny światowej w Afryce jako konsultant stał się znany z narzucanego przez siebie wymogu wykonywania kolostomii u wszystkich rannych z uszkodzeniem jelita grubego. W 1937 opisał jako pierwszy bardzo rzadką powrózkową przepuklinę pachwinową prostą (przedpęcherzową)  nazywaną przepukliną Ogilviego. Jako pierwszy opisał w 1948 roku zespół ostrej pseudoniedrożności okrężnicy nazywany do dziś zespołem Ogilviego.
Za swą służbę wojskową został nagrodzony w 1946 roku Orderem Imperium Brytyjskiego  oraz tytułem szlacheckim.
Był honorowym członkiem między innymi towarzystw chirurgicznych Kanady (Royal College of Surgeons of Canada), Australii (Royal Australasian College of Surgeons) i Stanów Zjednoczonych (American College of Surgeons).
Ogilvie miał opinię utalentowanego eseisty . Był autorem książek dotyczących zagadnień higieny zdrowotnej i chirurgii, w których zawarł wiele aforyzmów swego autorstwa cytowanych chętnie w artykułach medycznych. 

## Życie rodzinne i prywatne
Wolny czas poświęcał uprawianiu żeglarstwa, pisaniu i podróżom. Był założycielem lekarskiego klubu podróżniczego Surgical Travelers' Club, a także komandorem oksfordzkiego uniwersyteckiego klubu żeglarskiego Oxford University Sailing Club.

## Wybrane prace
- Recent advances in surgery (1928, 1929)
- Treatment of Fractures in General Practice (1932, 1943)
- Physiology and the Surgeon (1936)
- Forward surgery in modern war (1944)
- Pain and its problems (1950)
- Favourite Prescriptions (wraz z W.A.R. Thomsonem, 1950)
- Early Recognition of Disease (wraz z W.A.R. Thomsonem, 1951)
- Life is Like That (1953)
- Journey's End (1958)
- Hernia (1959)
- No miracles among friends (1960)
- Fifty (1962)